# Élisabeth Ballet
Élisabeth Ballet, nacida el 11 de diciembre de 1956 en Cherburgo, es una escultora francesa.
Residió en la villa Médicis de Roma en 1984 y 1985 y se dio a conocer en 1985 con dos esculturas, Temple 5/19 février 1985 y Obélisque 4+14, realizadas en cartón. Artista de renombre internacional, Élisabeth Ballet vive y trabaja en París.

## Citas
- « Je sculpte l’espace par l’obstacle, par la limite.»

## Exposiciones y realizaciones
Exposiciones personales
- 1993: Deux bords, Galería des Archives, París, Francia;
- 1993: Trait pour trait, Commande publique - centre d’art contemporain, Domaine de Kerguéhennec, Locminé, Francia;
- 1997: ZIP, Offenes Kulturhaus, Linz, Austria;
- 1997: BCHN, Musée d’Art Moderne de la Ville de Paris - ARC, París, Francia;
- 2001: Bande à part, Matt’s Gallery, Londres, Reino Unido;
- 2002: Vie privée, Musée d’art contemporain, Le Carré d’Art, Nîmes, Francia;
- 2003: Vie privée, Kunsthalle Göppingen, Göppingen, Alemania;
- 2004: C’est beau dehors, Galerie Cent8 - Serge Le Borgne, París, Francia;
- 2004: Élisabeth Ballet, Centro cultural francés de Milán, Milán, Italia;
- 2007: Sept pièces faciles, Le Grand Café - Centre d’art contemporain, Saint-Nazaire, Francia;
- 2008: Lazy Days, Galerie Serge le Borgne, París, Francia.

Exposiciones colectivas
- 2010: Group show, Museo Antoine Bourdelle, París, Francia;
- 2010: Spatial City: An Architecture of Idealism, Hyde Park Art Center, Chicago, IL, EEUU; Institute of Visual Arts Milwaukee, Milwaukee, EEUU; MONA Museum of New Art - Detroit’s Contemporary Museum, Pontiac, EEUU;
- 2010: Collection Frac-Basse-Normandie, FRAC Baja-Normandia, Caen, Francia.

Foros, bienales y eventos
- 2009: FIAC 09, Grand Palais, París, Francia;
- 2008: FIAC 08, Parque de las exposiciones, París, Francia.

Colecciones
- FRAC Bourgogne.

Encargos públicos
- El pavimento bicolor, representando un motivo de encaje, de la plaza del Pot-d’Étain en Pont-Audemer.[3]·[4]